# 大龍峒
大龍峒，或稱大浪泵、大隆同，位於台灣淡水河與基隆河交口附近，今臺北市大同區哈密街一帶，是晚於艋舺而早於大稻埕的臺北市舊聚落。

## 歷史沿革

### 地名演變
此舊聚落最早有文字記載地名的時期為1645年至1655年間的台灣荷治時期，是以荷蘭文寫成「Pourompon」，也有Pourompom、Paronpon、Paronghpot等拼法；1697年在郁永河的《裨海記遊》中首次出現漢字地名「巴琅泵」，黃叔璥《台海使槎錄》作「大浪泵」:4-5。史載18世紀前，大浪泵社全境皆為平埔族族人所居，並無漢人。直至1709年泉州人陳逢春、賴永和、陳天章、戴伯歧合股立「陳賴章」（取三人之姓名）墾號，向臺灣府諸羅縣申請開墾大佳臘（艋舺）地方後，才陸續有漢人進駐大浪泵。不過由1764年間平埔族業主瑪老仍據多數土地之史載，當時大浪泵漢人人數並不多。
在清朝嘉慶七年（1802年），泉州同安人王元記、王智記、陳蘭記、陳陞記、高明德、鄭西源等六戶，在此開設44間瓦店，因而形成俗稱四十四崁的街道，於是將大浪泵改稱大隆同，以取「興隆同安」之意，也是現代大同區的由來。大龍峒聚落的信仰中心，奉祀醫神大道公的大龍峒保安宮也是在此時期開始發展的。
至清道光、同治年間，此地因生員、舉人中試人數較多，鄉民視士子如龍，才開始有「大龍峒」之別名，至今仍用此別名。另說則是附近有風水如龍的大龍山（今日的圓山），故稱「大龍峒」。

### 空間發展
咸豐三年（1853年）艋舺發生激烈的械鬥：頂下郊拚，頂郊的泉惠南人燒毀了安溪人奉祀的清水祖師廟，偷襲下郊，下郊同安人敗退至大龍峒，以保安宮為防禦中心，後又遷徙到大稻埕。
大龍峒分為大龍峒街（今哈密街）與陳悅記祖宅兩個空間單元，大龍峒街又包括大龍峒保安宮、四十四坎（頂街、隘門內）與下街，這兩個空間單元於咸豐三年（1853年）年前分別發展，之後合稱大隆同大龍峒。
大稻埕開發時間雖晚於大龍峒，卻因商業強度高於大龍峒，使大龍峒因與大稻埕之地理及人文相近下，而在產業上開始依附大稻埕。到日治時代，日本人將艋舺、大稻埕、臺北城合為都市臺北市時，大龍峒轉為支持都市中心之服務區。大龍峒保安宮主祀神—保生大帝為同安縣籍貫鄉土神，從保安宮的祭祀圈分布可了解同安人的分佈幾乎包括整個淡水河流域與基隆河下游一帶。

## 重要文化財

### 大龍峒史前遺址
2006年因臺北市府拆除蘭州派出所， 進行所謂的「大龍峒文化園區」六藝廣場的工程時，發現大龍峒遺址。 經由中研院史語所劉益昌教授進行考古探坑試掘， 分別在大龍國小操場及學校周圍六藝廣場挖掘十處探坑，其中九處發現了發現新石器時代的「訊塘埔文化」特有的繩紋陶、石器、石槌、玉錛及箭鏃，此外也發掘出許多清代瓷器。 「訊塘埔文化」乃約新石器時代中期的文化，距今3500至4500年，由大坌坑文化晚期演化而來，有著著名的繩紋紅陶。

### 蘭州派出所
蘭州派出所在2005年的2月24日更名為「無憂藝術派出所」，轉為藝文空間使用，成為古蹟活化的良好的示範，原本令人敬而遠之的警察局，變成了民眾好奇的藝術站。大龍峒文史工作室負責人陳應宗指出，當初是台北大學都市計劃所教授辛晚教認為蘭州派出所象徵日本統治之眼，破壞了大龍峒的風水，才導致日治時代以後，大龍峒再也生不出狀元，因此辛晚教建議台北市政府把蘭州派出所拆掉。夏鑄九痛罵市府硬拆蘭州派出所是胡搞，指園區目的是「活化地方產業」，地方需要的是軟體方案，以蓋廣場等空間建設並無法達到軸線翻轉，都發局根本搞錯方向。 在2006年農曆年節期間，一夕間就把日治時期古建築物毀掉，而蘭州派出所原址今已變成水泥廣場。

### 四十四崁街
傳聞在保安宮落成後，利用剩下建材，由當時王、鄭、高、陳四戶合資承購以建造此位於保安宮西側之木造覆瓦店舖，兩排店舖共計四十四間，一間叫做一坎，故稱四十四崁。 每間大小均等，形式乃「一進帶過水」，式樣、大小、尺寸皆同。 而四十四崁街亦有「隘門內」之稱號， 為了聚落的防禦功能，兩端各設隘門。 東側題有「小邑絃歌」，西側則為「大隆同」， 但兩個隘門後因道路拓寬而被拆除。

### 大龍峒保安宮
保安宮為祭祀保生大帝的台灣民間信仰廟宇，因為創廟者為福建同安人，因此保安之名有「保佑同安」的意思。保安宮和艋舺龍山寺、艋舺清水巖合稱「台北三大廟門」，經幾度改建後，該廟發展成3000坪的三殿三進式大廟。1985年，中華民國內政部認定為國家二級古蹟（今直轄市定古蹟）1995年，因應緊鄰街道擴建，保安宮自費整修，以傳統工法結合現代科技達到「平衡工法」、「整舊如舊」的盡復舊觀效果，成為全台灣各級古蹟修復的最高典範，並獲得2003年的聯合國教科文組織亞太古蹟保護榮譽獎。

## 名人
- 陳悅記家族：
  - 陳遜言
  - 陳維藻
  - 陳維英
- 黃信介：政治人物。黨外運動領導人，後出任民主進步黨黨主席。
- 陳錫煌：布袋戲操偶藝師，人間國寶授證藝師。

## 外部連結
- 文化部國家文化資料庫《訊塘埔文化》[永久]
- 中央研究院歷史語言研究所《訊塘埔文化》
- 中央研究院數位文化中心數位島嶼《大龍峒文化》 （页面存档备份，存于）